# 安阳市城乡一体化示范区
安阳市城乡一体化示范区(原名安阳新区)是位于安阳市东部的一个建设中的城市新区，大致位于安阳市区以东白璧镇一带，规划面积226平方公里。规划区域北起洹河，南抵文峰区南边界；西起中华路、京港澳高速公路，东至白璧镇东边界。

## 概况
在建成初期，安阳县的各个职能部门将首先迁入，以带动新区的人气，推动新区发展。

## 构成
安阳新区由安东新区、高新技术产业开发区、高新技术产业集聚区和新东产业集聚区四个区域构成。

## 区域功能
安阳新区功能定位为“四区一中心”:城乡一体化先行区、现代化复合型功能区、对外开放示范区、产业转型升级先导区、豫晋冀交界地区综合交通枢纽和区域物流中心。
- 城乡一体化先行区：积极开展城乡综合配套改革试验,推进农村产权制度和户籍制度改革,促进城乡间生产要素自由流动,实现城乡文化、教育、卫生等公共服务设施的共建共享,率先实现城乡一体化发展。
- 现代化复合型功能区：按照复合城市理念进行开发,强化土地节约集约利用,推动组团式发展,突出水系等生态功能,成为三级产业相融合,经济、人居、生态功能完备的现代化复合型功能区。
- 对外开放示范区：发挥安阳市联系京津冀都市圈的门户优势,依托优越的交通条件,吸引京津冀、环渤海地区及山东半岛产业向中原经济区转移,建设一批重大产业基地,成为中原经济区承接产业转移和对外开放的桥头堡。
- 产业转型升级先导区：加强产业集聚区建设,大力发展现代高效农业,重点发展新能源、新材料、生物医药、节能环保、电子信息、通用航空和先进装备制造等战略新兴产业,加快钢铁精深加工业发展,积极发展文化旅游、商务、会展等现代服务业,改变传统产业结构,推进产业转型升级,转变经济发展方式。
- 豫晋冀交界地区综合交通枢纽和物流中心：依托京广高速铁路、京广铁路、晋中南铁路、京港澳高速公路、南林高速公路、安阳豫东北机场,优化铁路、公路、航空等交通组织,构建对外联系快捷通畅的现代综合交通体系。加快现代物流园区、会展中心、中央商务区建设,打造晋冀鲁豫四省交界地区综合交通枢纽和区域物流中心。[2]

## 交通
- 安阳东站